# Thomas Janeschitz
Thomas Janeschitz (Vienna, 22 giugno 1966) è un allenatore di calcio ed ex calciatore austriaco, di ruolo attaccante.

## Carriera

### Nazionale
Esordisce il 19 maggio 1993 contro la Svezia (1-0).

## Palmarès

### Club

#### Competizioni nazionali
- Coppa d'Austria: 1

Kremser: 1987-1988